# Cananor
Pronunciação

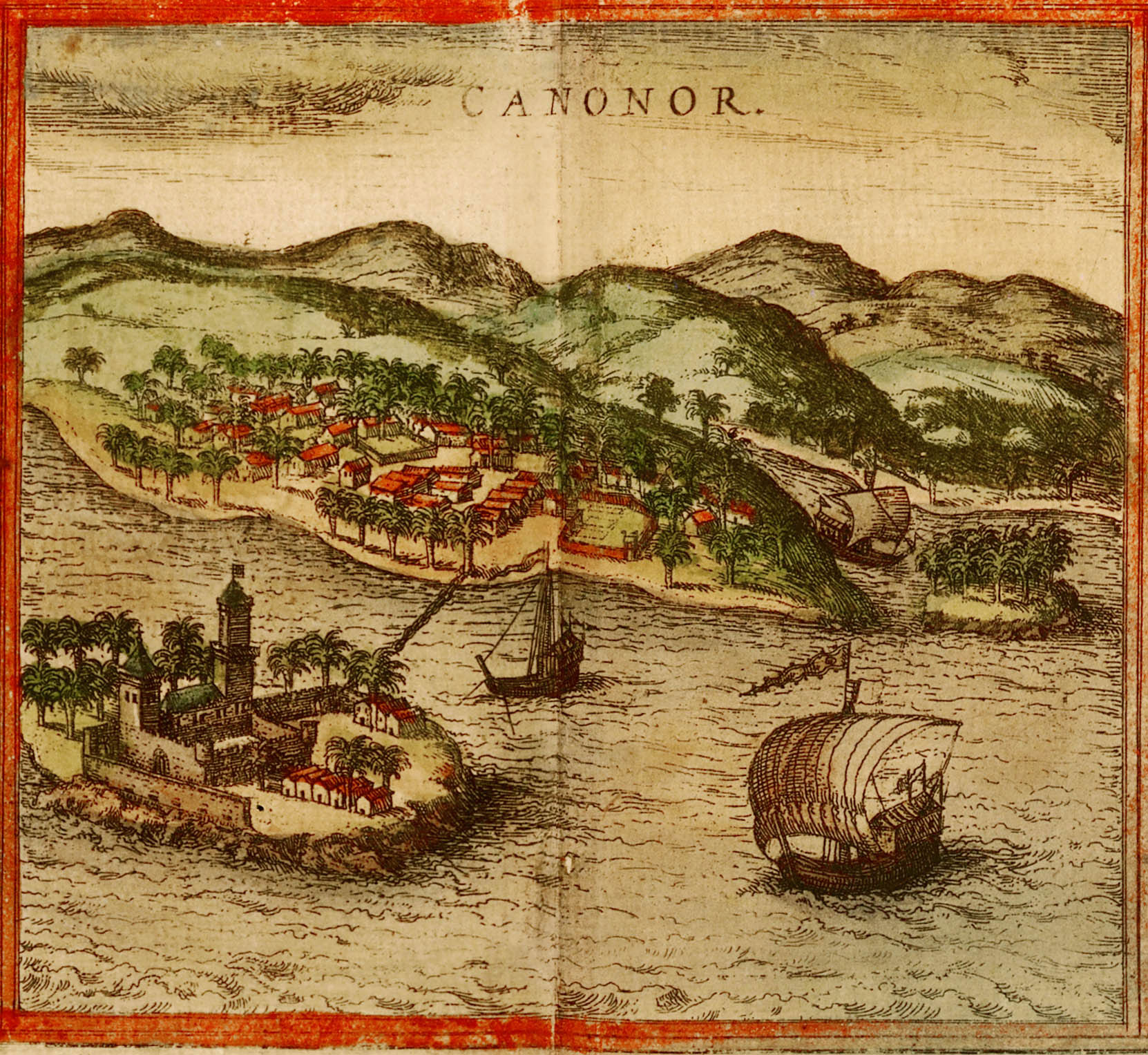
"Canonor" (Georg Braun e Frans Hogenberg. "Civitates orbis terrarum", vol. I, 1572).

Cananor (Kannur em malaiala) é uma cidade portuária do estado de Querala, na costa sudoeste da Índia. Tem cerca de 528 mil habitantes.
É conhecida como a terra dos teares e erudições.[carece de fontes?]

## História
Cananor era um importante porto que se dedicava ao comércio com a Pérsia e Arábia nos séculos XII e XIII.
Foi possessão portuguesa entre 1505 e 1663, quando passou para a posse neerlandesa e, posteriormente, para a Britânica. Durante a presença portuguesa e inglesa era conhecida pelo nome aportuguesado de Cananor, que ainda hoje é muito usado.
Foi quartel-general militar da Índia britânica até 1887. Juntamente como Telicherri foi a terceira maior cidade na costa oeste da Índia britânica no século XVIII, depois de Bombaim e Carachi.[carece de fontes?]
A Fortaleza de Santo Ângelo de Cananor foi construída em 1505 por D. Francisco de Almeida, primeiro Vice-rei da Índia e está situada à beira mar a cerca de 3 km da cidade. Em 1509 encontramos João Vaz de Almada como alcaide-mor dela.
A fortaleza mudou de mãos várias vezes. Em 1663, os holandeses apoderaram-se dela e vendaram-na à família real de Arakkal em 1772. Os britânicos conquistaram-na em 1790, e transformaram-na numa das suas maiores posições na costa do Malabar. Está bem preservada como monumento protegido sob a autoridade do Serviço Arqueológico da Índia. Uma pintura deste forte, vendo-se barco com pescadores na  Baía (de Mappila) está exposta no Rijksmuseum in Amesterdão. A cabeça de Kunjali Marakkar foi exibida na fortaleza depois do seu assassinato.
Aqui a polícia do Querala está presente com seis oficiais de polícia afectados ao turismo para a proteção e guia dos turistas. Um deles, chamado Sathyan Edakkad escreveu e publicou um livro sobre esta fortaleza, intitulado Vasco da Gaamayum Charithrathile Kaanaappurangalum (Vasco da Gama e as páginas da história nunca vistas). Aí detalhou conhecimentos sobre a fortaleza e as praças das cercanias.

## Praças

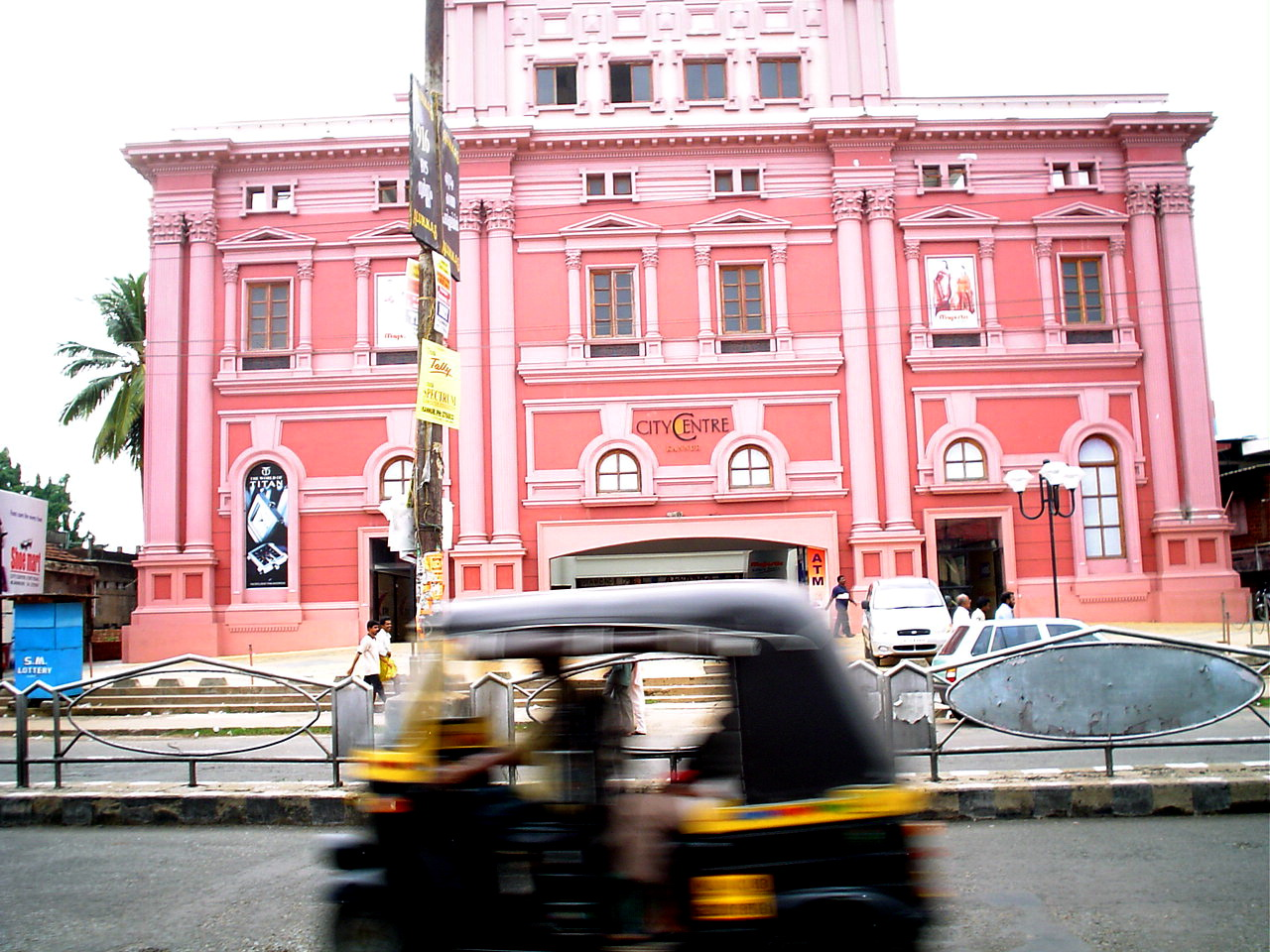
Centro de Cananor, na rua do Forte.

- A praia de Payyambalam é a praia de Cananor com uma costa ininterrupta durante alguns quilómetros. Da praia, podem-se ver barcos em trânsito na costa do Malabar, que vão de Calecute até Mangalor, Goa e Bombaim (Mumbai).